# Tal der Weißen Laaber bei Deining

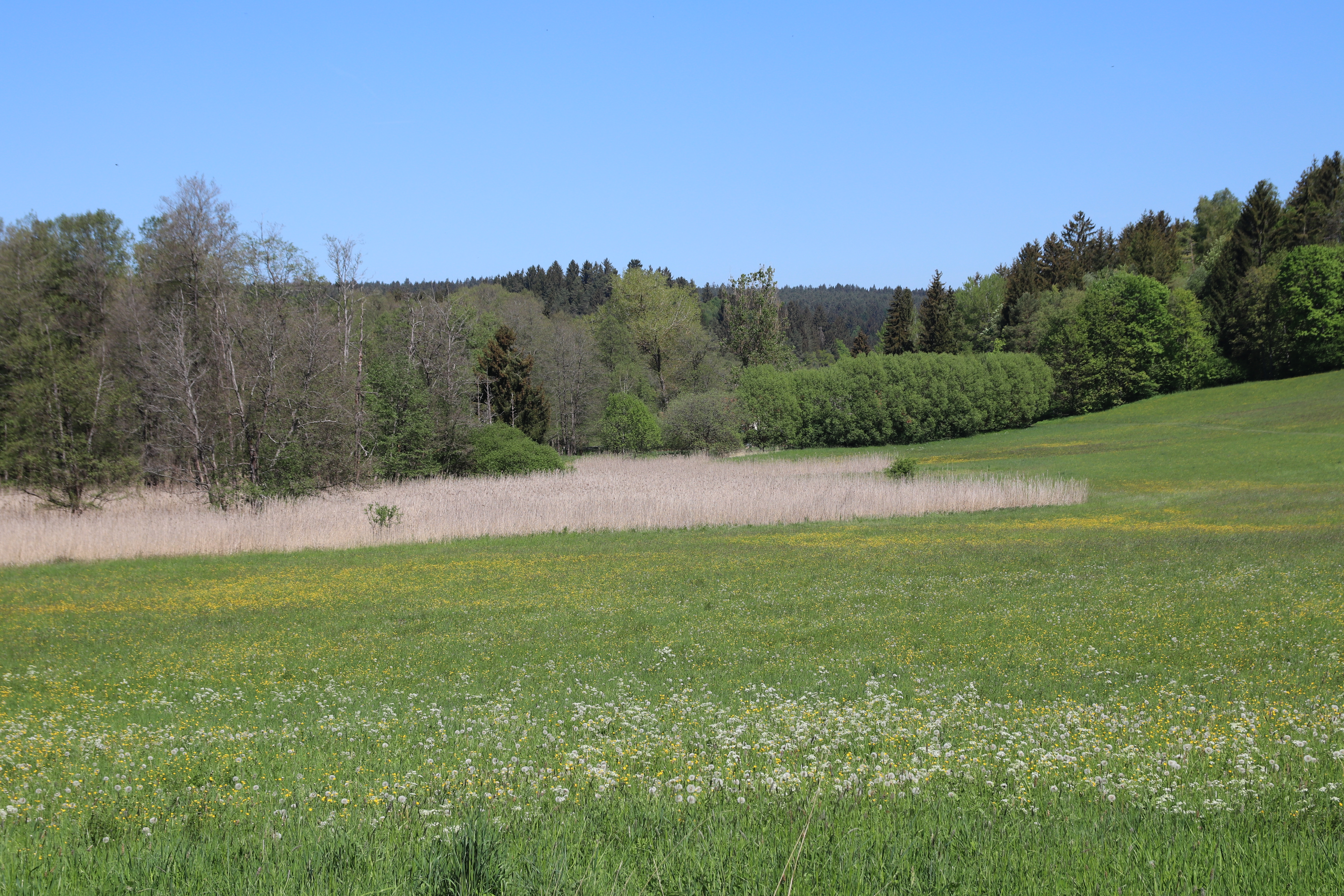

Das Tal der Weißen Laaber bei Deining ist ein Naturschutzgebiet bei Deining im Oberpfälzer Landkreis Neumarkt in der Oberpfalz in Bayern.
Das Naturschutzgebiet befindet sich 1,3 Kilometer nördlich von Deining. Es ist Bestandteil des Fauna-Flora-Habitat-Gebiets Weiße, Wissinger, Breitenbrunner Laaber u. Kreuzberg bei Dietfurt (FFH-Nr. 6935-371; WDPA-Nr. 555521759)
Das 28,9 ha große Areal ist ein reich strukturierter Talabschnitt der Weißen Laaber mit Talmooren und angrenzenden Hangbereichen. Es stellt ein vielfältiges Lebensraumspektrum für feuchtgebietsgebundene Tier- und Pflanzenarten dar. In diesem Gebiet befinden sich unterschiedliche Sukzessionsstadien der Auwald-, Bruchwald- und Moorbildung sowie Bestände von Magerrasen und Edellaubmischwälder. Das Naturschutzgebiet wurde am 10. Dezember 1987 unter Schutz gestellt.